# Čeněk Zahálka
Čeněk Zahálka (3. února 1856 Příbram – 27. listopadu 1938 Roudnice nad Labem) byl český středoškolský profesor, geolog, paleontolog a historik.

## Život
Narodil se v Příbrami v rodině báňského inženýra, díky rodinnému prostředí získal vztah k mineralogii a geologii. Studoval na gymnáziu v Plzni a na zdejší vyšší plzeňské reálce, následně absolvoval polytechniku v Praze. Od roku 1877 vyučoval postupně na Státní vyšší reálné škole v Praze, Státní reálné škole v Jičíně, Zemské hospodářské škole v Táboře a od roku 1881 pak na Státním reálném gymnáziu v Roudnici nad Labem. Zde pak působil až do odchodu do penze roku 1908.
Ve své dlouholeté geologické činnosti se zaměřoval mj. na průzkum podřipsko-mělnické křídové oblasti. Přispíval do odborných periodik a také do Ottova slovníku naučného pod značkou Zka. Je autorem nebo spoluautorem hesla obce Budňany. Popsal geomorfologický okrsek jihozápadní části Ralské pahorkatiny a kodifikoval jeho název jako Polomené hory, přičemž čerpal z archivního zápisu z roku 1515.
Čeněk Zahálka zemřel 27. listopadu 1938 v Roudnici nad Labem, pohřben byl na zdejším městském hřbitově.

## Dílo (výběr)
- Útvar křídový v Českém Středohoří. Díl 3. Praha: Státní geologický ústav Čsl. republiky, 1938. 8 s. Dostupné online
- Stratigrafie křídy na Bělohradsku. V Roudnici n. L.: Č. Zahálka, 1936. 25 s. Dostupné online
- Geologická mapa a geologické profily okolí Řípu [kartografický dokument]. 1:25 000. [1. vyd.]. V Roudnici n.L.: K.A.Lipš, 1894. 2 mapy Dostupné online

### Literarura
- Národní album: Sbírka podobizen a životopisů českých lidí prací a snahami vynikajících i zasloužilých. Praha: Jos. R. Vilímek, 1899, s. 162. Dostupné online